# 鲁本·阿列克萨尼扬
鲁本·阿列克萨尼扬（1990年3月14日—），亚美尼亚男子举重运动员，2010年欧洲举重锦标赛男子105公斤以上级银牌得主、2014年欧洲举重锦标赛男子105公斤以上级银牌得主、2017年欧洲举重锦标赛男子105公斤以上级铜牌得主、2019年欧洲举重锦标赛男子109公斤以上级铜牌得主、2019年世界举重锦标赛男子109公斤以上级铜牌得主。